# Źródło Zygmunta

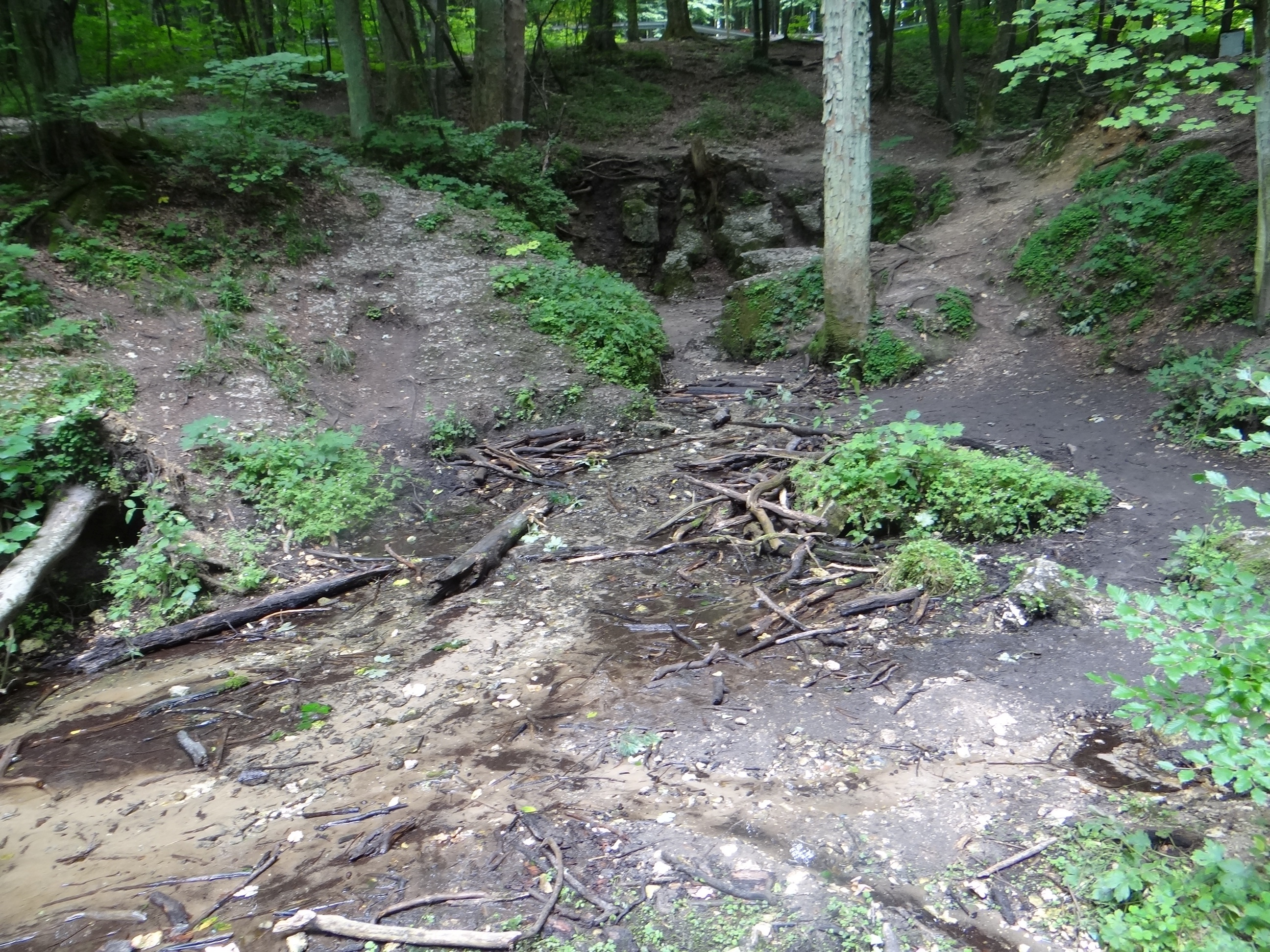

Źródło Zygmunta – źródło rzeki Wiercica w Dolinie Wiercicy, w obrębie miejscowości Siedlec w województwie śląskim, w powiecie częstochowskim, w gminie Janów. Znajduje się na dnie tej doliny, około 200 m na północny wschód od skrzyżowania drogi wojewódzkiej nr 793 z drogą do Siedlec. Przy skrzyżowaniu znajduje się parking samochodowy. Do źródła można od parkingu podejść ścieżką dydaktyczną „Złota kraina pstrąga”. Źródło znajduje się na obszarze rezerwatu przyrody Parkowe. Obok niego jest Źródło Elżbiety. Czasami obejmowane są wspólną nazwą Źródło Zygmunta i Elżbiety.
Nazwę źródłowi nadał przebywający tutaj z rodziną poeta Zygmunt Krasiński. W ten sposób uczcił swego syna Zygmunta. Jest to źródło wypływowe, krasowe o zmiennej wydajności i temperaturze 9–11 °C. Wypływająca z niego woda ma bardzo wysoką klasę czystości A1, mineralizację 200–500 mg/l, twardość 2,5–10 mval/l i odczyn 7,4–8 pH. O czystości wody świadczy występujący w niej kiełż zdrojowy. Woda ze źródła tworzy Potok Zygmunta o długości 500 m i głębokości dochodzącej do 2 m. Przy źródle ma on szerokość 10 m. Po kilkudziesięciu metrach łączy się z potokiem wypływającym ze Źródła Elżbiety.